# Åke Wikland
Åke Gustaf Sigfrid Wikland, född 4 oktober 1905 i Söderhamns församling i Gävleborgs län, död 11 februari 1986 i Fröslunda församling i Uppsala län, var en svensk militär.

## Biografi
Wikland avlade officersexamen vid Krigsskolan 1928 och utnämndes samma år till fänrik vid Norrbottens regemente, där han befordrades till löjtnant 1931 och till kapten 1938. Han utbildade sig vid Gymnastiska Centralinstitutet 1931–1933, var lärare vid Arméns underofficerskola 1935–1939, lärare vid Krigshögskolan 1941–1942 och aspirant i Generalstabskåren 1943–1945. Han överfördes 1945 till pansartrupperna, befordrades 1946 till major och var stabschef vid Pansarinspektionen i Arméstaben 1946–1949. Han var chef för Pansartruppskolan 1949–1952. Han befordrades 1952 till överstelöjtnant och tjänstgjorde 1952–1955 vid Göta livgarde, varefter han 1955 befordrades till överste och var sekundchef vid Göta livgarde 1955–1966. Han tjänstgjorde vid pansartrupperna i Norge 1949, i Storbritannien 1951 och i Västtyskland 1957 samt i FN-insatsen i Korea 1961–1962.

## Utmärkelser
- Riddare av första klass av Svärdsorden, 1947.[5]
- Riddare av Vasaorden, 1949.[6]
- Kommendör av Svärdsorden, 6 juni 1959.[7]
- Kommendör av första klass av Svärdsorden, 6 juni 1963.[8]